# Formiphantes lephthyphantiformis
Genre
Espèce
Synonymes
- Taranucnus lephthyphantiformis Strand, 1907
- Lepthyphantes cristatus pallidus Miller & Kratochvíl, 1938
- Lepthyphantes pallidiventris Miller & Kratochvíl, 1948
- Lepthyphantes pisai Miller, 1951
- Lepthyphantes pisai bukkensis Loksa, 1970

Formiphantes lephthyphantiformis, unique représentant du genre Formiphantes, est une espèce d'araignées aranéomorphes de la famille des Linyphiidae.

## Distribution
Cette espèce se rencontre en Europe.

## Publications originales
- Strand, 1907 : Zwei neue Spinnen aus württembergischen Höhlen. Zoologischer Anzeiger, vol. 31, p. 570-576.
- Saaristo & Tanasevitch, 1996 : Redelimitation of the subfamily Micronetinae Hull, 1920 and the genus Lepthyphantes Menge, 1866 with descriptions of some new genera (Aranei, Linyphiidae). Naturwissenschaftlich-Medizinischer Verein in Innsbruck, vol. 83, p. 163-186 (texte intégral).